# Pontiac Chieftain
La Pontiac Chieftain est une automobile construite par Pontiac, une division de General Motors, de 1949 à 1958. Les modèles Chieftain et Streamliner (en) sont les premiers véhicules nouveaux de Pontiac après la fin de la seconde Guerre mondiale.
La Pontiac Chieftain a été produite en trois versions. La première de 1949 à 1954, la deuxième de 1955 à 1957 et la dernière de 1958. 

## Deuxième génération (1955-1957)
La Chieftain de 1955 possède un nouveau design, un nouveau châssis et un nouveau moteur V8 nommé "Strato Streak V8". Cela marque le renouveau de Pontiac dans la conception d'un moteur V8. En effet, le dernier moteur datait de 1932 et équipait la Oakland 301. La voiture était disponible en 173 ou 180 chevaux (4.7L) en fonction de la version commandée. Dans l'année une nouvelle version apparut de 200 chevaux. 

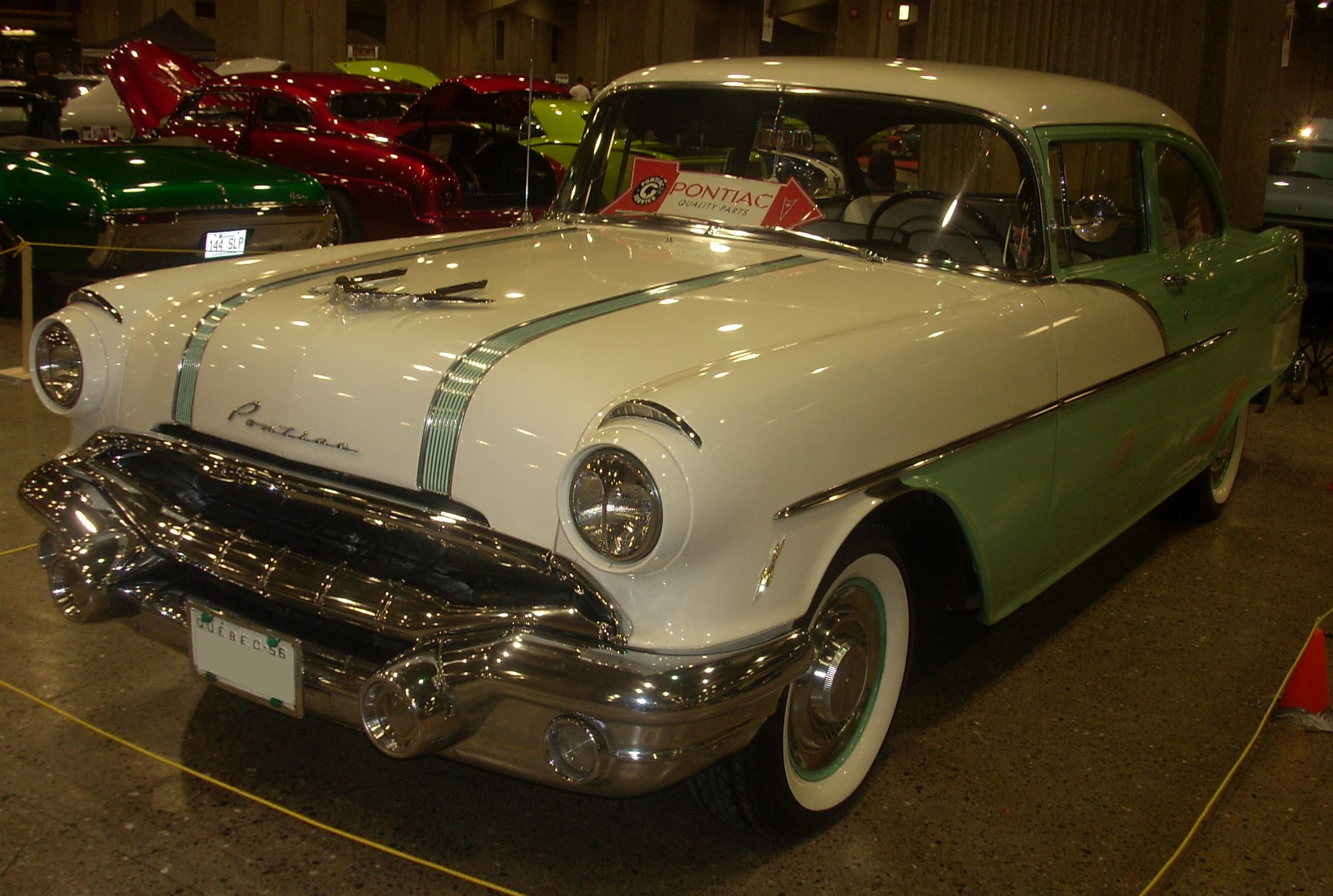
Pontiac Chieftain de 1956

En 1956, le moteur est une nouvelle fois amélioré, passant de 4.7 L à 5.2L de cylindrée et proposant 192 ou 205 chevaux. D'autres petites améliorations sont ajoutées, comme un tableau de bord rembourré, censé améliorer la sécurité à bord (en option). 
Néanmoins, les ventes du modèle de 1956 sont inférieures à celle de 1955 d'environ 20%, notamment du fait des restrictions de crédit des banques américaines cette année-là. 
Une boite de vitesses automatique est disponible, nommée Hydramatic (en).  